# قیام مختار ثقفی
مختار ثقفی با هدف خون‌خواهی حسین بن علی و یارانش، با کسب حمایت از محمد بن حنفیه و تأیید ضمنی علی بن حسین (سجاد)، قیامی در کوفه آغاز کرد. پس از پیوستن ابراهیم بن مالک اشتر و شکست والی زبیری کوفه، مختار شعار «یا لثارات الحسین» را سر داد. او قاتلان کربلا مانند حرمله و عبیدالله بن زیاد خولی وزیدبن رقاد وحکیم طفیل وازرق بن نوفل را شناسایی و مجازات کرد. در نبرد خازر، سپاه مختار به فرماندهی ابراهیم، عبیدالله بن زیاد و دیگر قاتلان را شکست داد. 

## ریشه قیام
پیش از اعلام قیام خود، مختار ثقفی برای کسب مشروعیت و حمایت، به سراغ محمد بن حنفیه، فرزند علی بن ابی‌طالب و یکی از شخصیت‌های برجسته اهل‌بیت رفت. مختار نزد محمد بن حنفیه رفت و او را از قصد خود برای خون‌خواهی حسین بن علی و خاندانش آگاه ساخت. تاریخ‌نگاران گزارش کرده‌اند که وقتی مختار به کوفه بازگشت، به مردم گفت: «محمد بن حنفیه مرا به‌عنوان نماینده و وزیر خود نزد شما فرستاده، و مرا مأمور کرده تا با کافران بجنگم و خون اهل‌بیت را مطالبه کنم.» پس مردم با او بیعت کردند.
مختار اعلام کرد که قیامش را با مجوز محمد بن حنفیه آغاز کرده است؛ همین موضوع باعث شد تا حمایت گسترده‌ای از سوی شیعیان و هواداران در کوفه به دست آورد. این توافق نقش مهمی در تقویت جایگاه مختار و جذب مردم به سوی قیام ایفا کرد.
با وجود اعلام صریح مختار مبنی بر اینکه از سوی محمد بن حنفیه مأمور شده است، برخی از هوادارانش نسبت به این ادعا تردید داشتند؛ چنان‌که عبدالرحمن بن شریح در برابر شیعیان گفت: «مختار می‌خواهد ما را به کاری وادارد، در حالی‌که نمی‌دانیم آیا واقعاً محمد بن علی او را به این مأموریت فرستاده یا نه.» پس تصمیم گرفتند نزد او رفته و حقیقت را جویا شوند.
در برخی روایات آمده که وقتی مردم از محمد بن حنفیه دربارهٔ ادعای مختار پرسیدند، او به آنان گفت: «بیایید نزد امام من و امام خودتان، علی بن حسین برویم.» پس هنگامی که نزد امام سجاد رفتند و هدفشان را بازگو کردند، ایشان فرمودند: «ای عمو، اگر برده‌ای حبشی برای یاری اهل‌بیت قیام کند، بر مردم واجب است که او را یاری دهند. من این امر را به تو واگذار کرده‌ام، پس هرگونه که صلاح می‌دانی، عمل کن.»
پس از شنیدن سخنان امام سجاد، مردم گفتند: «امام سجاد و محمد بن حنفیه به ما اجازه دادند.» برخی از علمای شیعه، همچون علامه خوئی، بر این باورند که قیام مختار ثقفی با اجازه امام سجاد صورت گرفته است.

## توافق با ابراهیم مالک اشتر
مختار ثقفی نزد ابراهیم بن مالک اشتر رفت تا او را به قیام برای خون‌خواهی حسین بن علی، خاندان و یارانش که در کربلا به‌دست قاتلانشان کشته رسیده بودند، دعوت کند. او نامه‌ای از محمد بن حنفیه به ابراهیم رساند که در آن، بر حمایت از قیام مختار تأکید شده بود.
با این حال، ابراهیم بن مالک در ابتدا نسبت به صحت این نامه تردید داشت، چرا که سبک نگارش آن با نامه‌های قبلی که از محمد بن حنفیه دریافت کرده بود تفاوت داشت.
اما شاهدانی چون یزید بن أنس اسدی، احمر بن شُمَیط بجلی، و عبدالله بن کامل شاکری، اصالت این نامه را تأیید کردند. در نتیجه، ابراهیم بن مالک به این دعوت پاسخ مثبت داد و با مختار ثقفی بیعت کرد.

## آغاز قیام
مختار ثقفی با آغاز قیام در نیمه ماه ربیع‌الاول سال ۶۶ هجری قمری موافقت کرد. با این حال، برای تکمیل برخی از مقدمات، تصمیم گرفته شد که قیام در روز پنج‌شنبه پس از نیمه ربیع‌الاول آغاز شود.
تجمعات مکرر یاران مختار در محل اقامت او، شک استاندار زبیری کوفه، عبدالله بن مطیع، را برانگیخت. عبدالله بن مطیع به رئیس پلیس خود، ایاس بن مضارب، دستور داد تا با اعزام جاسوسان، مختار و یارانش را زیر نظر بگیرند.
در روز چهارشنبه، یعنی یک روز پیش از موعد تعیین‌شده برای قیام، ایاس بن مضارب و نیروهایش در مسیر خانه مختار، ابراهیم بن مالک اشتر و همراهانش را رهگیری کردند. در جریان درگیری، ابراهیم ایاس را کشت و این واقعه به‌عنوان نقطه آغاز قیام شناخته شد.
در پی این حادثه، نبردی در کوفه میان نیروهای ابراهیم بن اشتر و مختار ثقفی از یک سو، و عبدالله بن مطیع و رشید بن ایاس از سوی دیگر درگرفت. در این نبرد، رشید کشته شد و ابن مطیع به داخل قصر پناه برد. ابراهیم او را محاصره کرد و پس از چند روز محاصره، عبدالله بن مطیع از قصر گریخت.

## اعلام قیام
زمانی که ابراهیم بن مالک اشتر مختار را از کشته شدن ایاس بن مضارب آگاه ساخت، مختار اعلام کرد:
«بشارت باد بر تو به پیروزی! این نخستین فتح ماست.»
سپس خود را مسلح کرد و فرمان داد که شعار
«یَا مَنصُورُ أَمِت!»
(ای منصور \[پیروز]، بکش!)
اعلام شود. این شعار، همان شعاری بود که پیامبر اسلام در غزوه بدر و همچنین در جنگ مُریسیع سر داده بودند.
در برخی روایات دیگر آمده است که مختار به یارانش دستور داد تا شعار
«یَا لِثَارَاتِ الْحُسَیْن!»
(ای خون‌خواهان حسین!)
را به‌عنوان ندای قیام و فریاد حرکت سر دهند. این شعار به‌عنوان نماد انتقام از قاتلان حسین و انگیزه‌ای برای بسیج مردمی در قیام مختار به کار گرفته شد.

## در پاسخ به دعای علی بن حسین
روایت شده است که «المنهال بن عمرو» در موسم حج به دیدار سجاد رفت و دربارهٔ وضعیت «حرملة بن کاهل اسدی» پرسید. علی بن حسین (سجاد) آگاه شد که حرملة همچنان در کوفه زنده است. در این هنگام، سجاد دستان خود را بلند کرد و چنین دعا کرد:
- - «اللهم أذِقه حرَّ الحدید! اللهم أذِقه حرَّ النّار!» **

(خدایا! او را به سوز آهن بچشان! خدایا! او را به سوز آتش بچشان!)
خداوند این دعای علی بن حسین را به‌دست مختار بن ابی‌عبیدة ثقفی محقق ساخت.

## جنگ با مروانیان (بنی امیه)
پس از موفقیت قیام مختار ثقفی در کوفه و مجازات بیشتر کسانی که در قتل حسین بن علی و واقعه کربلا شرکت داشتند، او تصمیم گرفت انتقام خود را از کسانی بگیرد که دستور قتل حسین را صادر کرده بودند.
مختار سپاهی به‌شمار ۹۰۰۰ نفر به فرماندهی ابراهیم بن مالک اشتر بسیج کرد و آنان را به سمت شام اعزام نمود تا قاتلان حسین بن علی را که در حکومت مروانی نقش داشتند، مجازات کنند. این اقدام بخشی از تلاش گسترده مختار برای تحقق دستاوردهای قیام او بود.

## نبرد خازر و قتل ابن زیاد
در روز ششم یا هشتم ذی‌الحجه سال ۶۶ هجری قمری (برابر با ۶۸۶ میلادی)، مختار ثقفی سپاهی به فرماندهی ابراهیم بن مالک اشتر به سمت شام اعزام کرد. در مقابل، عبیدالله بن زیاد با لشکری عظیم به قصد مقابله با سپاه مختار به حرکت درآمد. رویارویی دو سپاه در نزدیکی موصل رخ داد.
این نبرد در دهم محرم سال ۶۷ هجری قمری (۶ اکتبر ۶۸۶ میلادی)، در کنار رود خازر، نزدیک رود زاب، در حدود پنج فرسخ (۳۰ کیلومتر) از موصل آغاز شد. در این نبرد، سپاه ابراهیم بن مالک اشتر پیروز شد و عبیدالله بن زیاد، فرمانده لشکر یزید و عامل اصلی قتل حسین بن علی، به همراه شماری از قاتلان کربلا از جمله حصین بن نُمَیر و شرحبیل بن ذی‌الکَلاع کشته شدند. گفته شده است که ابراهیم پس از کشتن آنان، اجسادشان را سوزاند.
سپس سرهای آنان را برای مختار به کوفه فرستاد و مختار نیز آن‌ها را به مکه فرستاد تا در آنجا به نمایش گذاشته شوند، تا همه بدانند که خون‌خواهان حسین بن علی به انتقام خود رسیده‌اند.